# Loxosceles surca
Espèce
Loxosceles surca est une espèce d'araignées aranéomorphes de la famille des Sicariidae.

## Distribution
Cette espèce se rencontre au Pérou dans la province de Lima et au  Chili dans les régions de Tarapacá et d'Arica et Parinacota,.

## Description
La femelle holotype mesure 6,5 mm.
Les mâles mesurent de 8,0 à 10,0 mm et les femelles de 10,0 à 12,4 mm.

## Étymologie
Son nom d'espèce lui a été donné en référence au lieu de sa découverte, Santiago de Surco.

## Publication originale
- Gertsch, 1967 : The spider genus Loxosceles in South America (Araneae, Scytodidae). Bulletin of the American Museum of Natural History, vol. 136, no 3, p. 117-174 (texte intégral).